# Neoptólemo (General póntico)
Neoptólemo (en griego: Νεοπτόλεμος; siglo ii a. C.-ca. 63 a. C.) fue un distinguido general del rey Mitrídates VI del Ponto, activo a partir de la segunda mitad del siglo ii a. C. y durante la primera mitad del siglo i a. C. Era hermano de Arquelao, otro general de Mitrídates VI y tío paterno de los hijos de Arquelao: Arquelao y Diógenes.
Al igual que su hermano Arquelao, Neoptólemo era un noble griego de Capadocia, posiblemente de descendencia macedonia de padres desconocidos. Tal vez sus antepasados descendieran de aquellos griegos que llegaron a Anatolia tras la expedición del rey Alejandro Magno. La familia de Neoptólemo participó activamente en la corte póntica. Al igual que su hermano, Neoptólemo fue general y almirante en la Primera Guerra Mitrídica (89 a. C.-85 a. C.). Antes de la Primera Guerra Mitrídica, Neoptólemo y su hermano habían adquirido experiencia militar en las campañas pónticas en la orilla norte del Mar Negro. Participó en campañas hasta la tierra firme al oeste de Crimea, llegando posiblemente hasta el oeste de Tyras, donde levantó una fortaleza que sigue llevando su nombre. También en la Crimea, en el Mar de Azov, libró dos batallas en el Palus Maeotis en dos años.
En el año 88 a. C., como parte de la Primera Guerra Mitrídica, Neoptólemo y su hermano participaron en una campaña militar con el ejército póntico contra el rey Nicomedes IV de Bitinia. En el río Amnias los hermanos comandaron la avanzadilla y obtuvieron la primera victoria de la guerra. Neoptólemo pasó luego a derrotar a un ejército dirigido por los romanos en la Protopachium, probablemente sin su hermano. El ejército romano dirigido por Manio Aquilio se vio obligado a retirarse a Pérgamo. Con estas dos victorias Mitrídates VI pudo extender su control de la provincia romana de Asia, y sus generales llevaron la guerra a Grecia.
Neoptólemo acompañó a su hermano y al ejército póntico a Atenas. Comandó las fuerzas pónticas en torno a Calcis, donde sufrió la derrota del romano Munatius, perdiendo 1.500 hombres. Después de que el ejército póntico abandonara Grecia en el 85 a. C., Mitrídates VI puso a Neoptólemo al mando de la flota póntica que custodiaba los Esponto de la Galia. Neoptólemo se enfrentó a la flota romana dirigida por Lucius Licinio Lúculo en la isla de Ténedos (véase: Batalla de Ténedos). Mitrídates, perdiendo batalla tras batalla, se vio obligado a terminar la guerra con el dictador romano Lucio Cornelio Sula. Después de esto, no se sabe nada más de Neoptólemo.